# Волтер Левин
Волтер Левин (енгл. Walter Lewin; Хаг, 29. јануар 1936) амерички је физичар из Холандије. Докторирао је нуклеарну физику 1965. на Универзитету технологије Делфт и био при МИТ око пола деценије.
Левинови доприноси су награђени и предавања доступна на Јутјубу. У децембру 2014, МИТ је опозвао Левинову титулу професора-емеритуса.

## Рани живот и образовање
Левин је рођен у породици Сајмона Левина и Пјетернеле Јохане ван дер Танг 1936. у Хагу, Холандија. Био је дијете када је ратна Њемачка окупирала Холандију током Другог свјетског рата. Није познато да ли су његови дједа и бака Густав и Ема Левин (који су били Јевреји) убијени или не у Аушвицу 1942, нити да ли су или не умрли од тифуса или изгладњења. Да би заштитио своју породицу, Волтеров отац (који је био Јевреј, за разлику од своје супруге) одлучио је да напусти породицу без да каже икоме; Волтерова мајка је била препуштена да одгаја дјецу и води малу школу у чијем је оснивању учествовала са својим супругом. По завршетку рата, отац се вратио; Волтер описује да је имао „више или мање нормално дјетињство”. Његови родитељи су наставили да управљају школом, за што он каже да је јако утицало да заволи науку.

## Академска каријера
Волтер Левин је учио физику у средњој школи, а потом је био на МИТ (јануар 1966). Прво је био професор-асистент, а потом придружени професор физике (1968), онда професор (1974).
На МИТ, Левин је сарађивао са Џорџом Кларком. Током другог дијела ’70-их, проводили су експерименте.
Левин је сарађивао са својим блиским пријатељем Јаном ван Парадијсом који је био при Универзитету у Амстердаму; сарађивали су од 1978. до Парадијсове смрти. Заједно су аутори 150 радова.
Постао је члан Краљевске холандске академије умјетности и наука 1993. и члан Америчког физичког друштва 1993.
Левин и дипломски студент Џефри Комерс радили су на подацима са Опсерваторије Комптон гама реј (енгл. Compton Gamma Ray Observatory). Ово је била сарадња са Групом BATSE у Хантсвилу (Алабама). Почетком децембра 1995, са Крисом Кувелиотом (Криса) и Ван Парадијсом, открили су нови тип извора сагоријевања икс зрака (GRO J1744-28); добили су награду НАСА-е за своје откриће.
Од 1996. до 1998. Левинова сарадња са Мишијелом ван дер Клисом у Амстердаму довела је до открића фреквенције специфичних осцилација.
Левин је објавио око 500 научних чланака (ц. 2015. година).

### Награде
- 1978 — NASA Award for Exceptional Scientific Achievement[15]
- 1984 — Alexander von Humboldt Award[15]
- 1984 — Guggenheim Fellowship[16]
- 1984 — MIT Science Council Prize for Excellence in Undergraduate Teaching[16]
- 1988 — MIT Department of Physics W. Buechner Teaching Prize[16]
- 1991 — Alexander von Humboldt Award[15]
- 1997 — NASA Group Achievement Award for the Discovery of the Bursting Pulsar[16]
- 2003 — MIT Everett Moore Baker Memorial Award for Excellence in Undergraduate Teaching[16]
- 2011 — Educator Award for OpenCourseWare Excellence (ACE)[17]

## Појављивања на ТВ-у
Испод су нека од значајних појављивања Волтера Левина на ТВ-у:
- 1998, A Science Odyssey, WGBH, Boston, Produced by PBS
- 2003, The Elegant Universe, NOVA, Produced by PBS
- 2005, Einstein's Unfinished Symphony, BBC
- 2008, Riz Khan – Walter Lewin & physics[18]
- 2011, The Fabric of the Cosmos, NOVA, Produced by PBS
- 2011, The Martha Stewart Show, season 3 episode 3172[19]
- 2011, De Wereld Draait Door, VARA, the Netherlands, Oct 24[20]
- 2012, De Wereld Draait Door, VARA, the Netherlands, May 9[21]
- 2012, De Wereld Draait Door, VARA, the Netherlands, May 9 part II[22]
- 2012, De Wereld Draait Door, VARA, the Netherlands, November 27[23]
- 2013, January–February, 8 one-hour lectures, TV NHK, Japan.
- 2014, September, French TV Canal+ series of documentary – "Special Investigations", on Online Education
- 2014, The brilliant professor Walter Lewin 'I'm an artist' (Dutch TV NCRV)[24]
- 2014, The World of Quantum, NOVA, Produced by PBS

## Публикације

### Књиге
- Lewin, Walter; Goldstein, Warren (2011). For the Love of Physics: From the End of the Rainbow to the Edge of Time – A Journey Through the Wonders of Physics. Simon and Schuster. ISBN 978-1-4391-0827-7. (en, de, nl, es, ko, ja, zh, ru, pl, el, it, fa, tr)
- Lewin, Walter; van der Klis, Michiel, ур. (2006). Compact stellar X-ray sources. Cambridge University Press. ISBN 978-0-521-82659-4.
- Lewin, Walter H.G.; van Paradijs, Jan; van den Heuvel, Edward P.J., ур. (1995). X-ray binaries. Cambridge University Press. ISBN 978-0-521-41684-9.
- Truemper, J.; Lewin, W.H.G.; Brinkmann, W., ур. (1986). The evolution of galactic X-ray binaries. D. Reidel Pub. Co.; Sold and distributed in the U.S.A. and Canada by Kluwer Academic Publishers. ISBN 978-90-277-2184-6.
- Lewin, Walter H.G.; van den Heuvel, Edward, ур. (1983). Accretion-driven stellar X-ray sources. Cambridge University Press. ISBN 0-521-24521-4.

Остало
- Lewin, Walter H.G.; Jan van Paradijs; Ronald E. Taam (2004). „X-ray Bursts”. Space Science Reviews. 62 (3–4): 223—389. Bibcode:1993SSRv...62..223L. S2CID 125504322. doi:10.1007/BF00196124.
- D. Pooley; W.H.G. Lewin; S.F. Anderson; H. Baumgardt; A.V. Filippenko; B.M. Gaensler;  . (2003). „Dynamical Formation of Close Binary Systems in Globular Clusters”. Astrophysical Journal. 591 (2): L131—L134. Bibcode:2003ApJ...591L.131P. S2CID 36027886. arXiv:astro-ph/0305003 . doi:10.1086/377074.
- J. Miller; A. Fabian; R. Wijnands; R. Remillard; P. Wojdowski; N. Schulz;  . (2002). „Resolving the Composite Fe K-alpha Emission Line in the Galactic Black Hole Cygnus X-1 with Chandra”. Astrophysical Journal. 578 (1): 348—356. Bibcode:2002ApJ...578..348M. S2CID 119393282. arXiv:astro-ph/0202083 . doi:10.1086/342466.
- D. Pooley; W. Lewin; L. Homer; S. Anderson; B. Gaensler; B. Margon;  . (2002). „Optical Identifications of Multiple Faint X-ray Sources in the Globular Cluster NGC~6752: Evidence for Numerous Cataclysmic Variables”. Astrophysical Journal. 569 (1): 405. Bibcode:2002ApJ...569..405P. S2CID 12626024. arXiv:astro-ph/0110192 . doi:10.1086/339210.
- C. Kouveliotou; J. van Paradijs; G. J. Fishman; M. S. Briggs; J. Kommers; B. A. Harmon;  . (1996). „Discovery of a New Type of Burster from the Galactic Center Region”. Nature. 379 (6568): 799. Bibcode:1996Natur.379..799K. S2CID 4323079. doi:10.1038/379799a0. hdl:2060/19970023049 .
- M. v.d. Klis; J. Swank; W. Zhang; K. Jahoda; E. Morgan; W. Lewin;  . (1996). „Discovery of Sub millisecond Quasi-periodic Oscillations in the X-ray Flux of Scorpius X-1”. Astrophysical Journal. 469: L1—L4. Bibcode:1996ApJ...469L...1V. S2CID 16903844. arXiv:astro-ph/9607047 . doi:10.1086/310251.
- W.H.G. Lewin; G.W. Clark; W.B. Smith (1968). „Observation of an X-Ray Flare from Sco X-1”. Astrophysical Journal Letters. 152: L55. Bibcode:1968ApJ...152L..55L. doi:10.1086/180177.